# Casa Gallardo
Casa Gallardo je budova v Madridu, ve Španělsku, která se nachází na jednom z rohů centrálního náměstí Plaza de España. Je to jedno z klíčových děl poslední fáze modernismu v Madridu. Navrhl ji architekt Federico Arias Rey jako obytný dům. Budova byla navržena v roce 1911 jako přestavba původní budovy. Dokončena byla v roce 1914 a roku 1997 byla prohlášena za kulturní památku.
Má šest pater a fasáda budovy je bohatě zdobena organickými prvky, které tvoří balkony. Světlé stěny kontrastují se střechou pokrytou břidlicí. Na velké kopuli, která korunuje roh budovy, je v zlatém poli písmeno „G“ podle prvních majitelů budovy.